# ماریلیدی پائولینو
ماریلیدی پائولینو (انگلیسی: Marileidy Paulino؛ زادهٔ ۲۵ اکتبر ۱۹۹۶) دونده اهل جمهوری دومینیکن است.